# Хернхут
Хернхут, Гернгут (нем. Herrnhut (слушать)о файле, в.-луж. Ochranow, чеш. Ochranov) — город в саксонском округе Гёрлиц, на южном склоне Хутсберга.
Хернхут основан в 1722 году благодаря Николаусу Людвигу Цинцендорфу. В этом поселении обосновалась религиозная община.

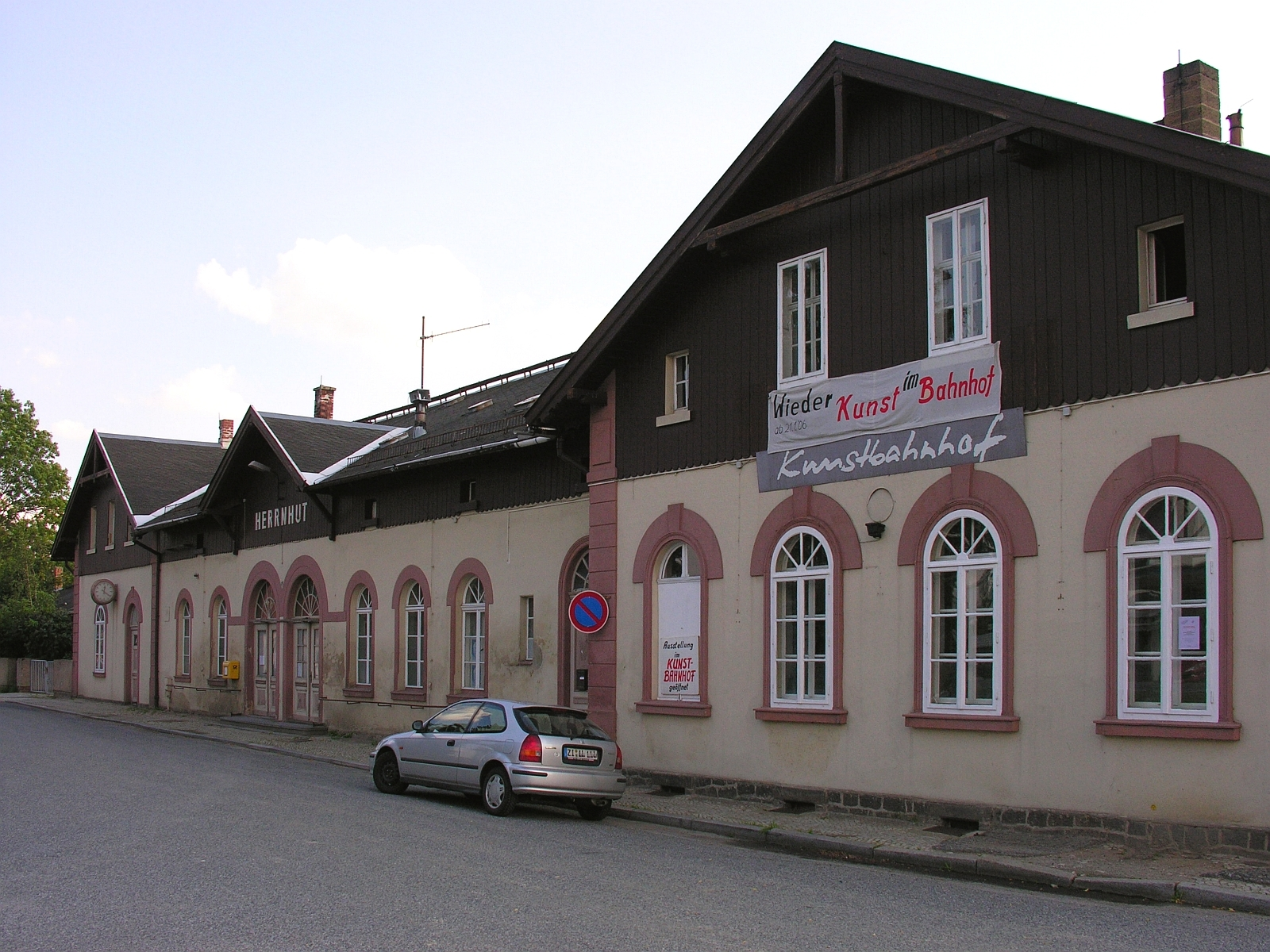
Здание бывшего вокзала, теперь выставочная галерея

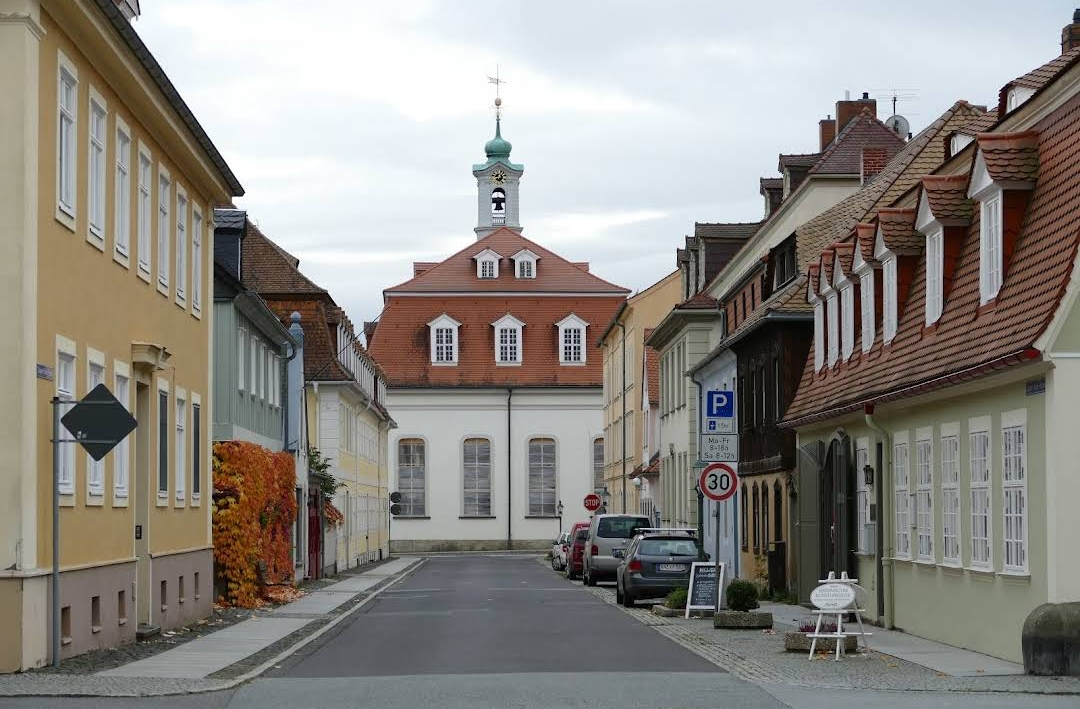

Родоначальниками этой общины были табориты, последователи Яна Гуса, которых изгнали из Чехии (Богемии) и Моравии, а в 1456 году в Польше они образовали евангелическое братство («Богемские братья»). За период Тридцатилетней войны в Европе их почти полностью истребили. В начале XVIII века идея «Богемских братьев» получила развитие в Германии, где им оказывал покровительство Николаус Людвиг Цинцендорф. В 1722 году он купил имение Бертельсдорф и землю. Именно на этой земле стали собираться не только Богемские братья, но и люди из других сект, подвергаемых преследованиям. Новое поселение назвали — Гернгут (Хернхут), а соответственно общину — гернгутской братской общиной.
Главная цель общины изначально было миссионерство среди язычников, где не было миссий других исповеданий.  Из Хернхута Община гернгутеров распространилась во все части света.
В начале XX века было более 1000 жителей.
Местные изделия заслужили известность изяществом и прочностью, в особенности полотно, сигары и женские работы. Хернхут является основным мировым поставщиком моравских (гернгутских) звёзд — популярного рождественского украшения.

## Известные горожане
- Граф Николай Людвиг фон Цинцендорф

## Галерея

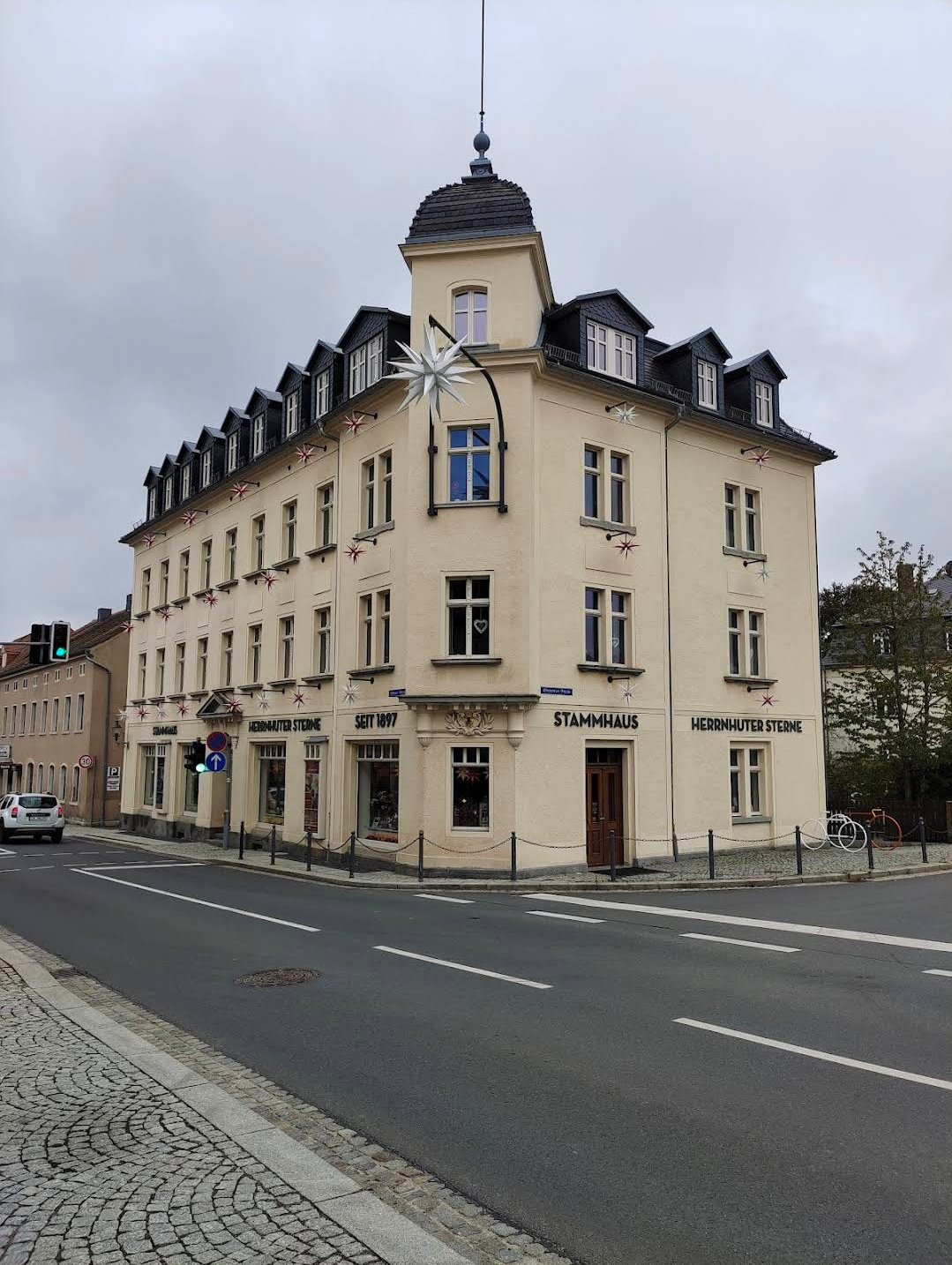
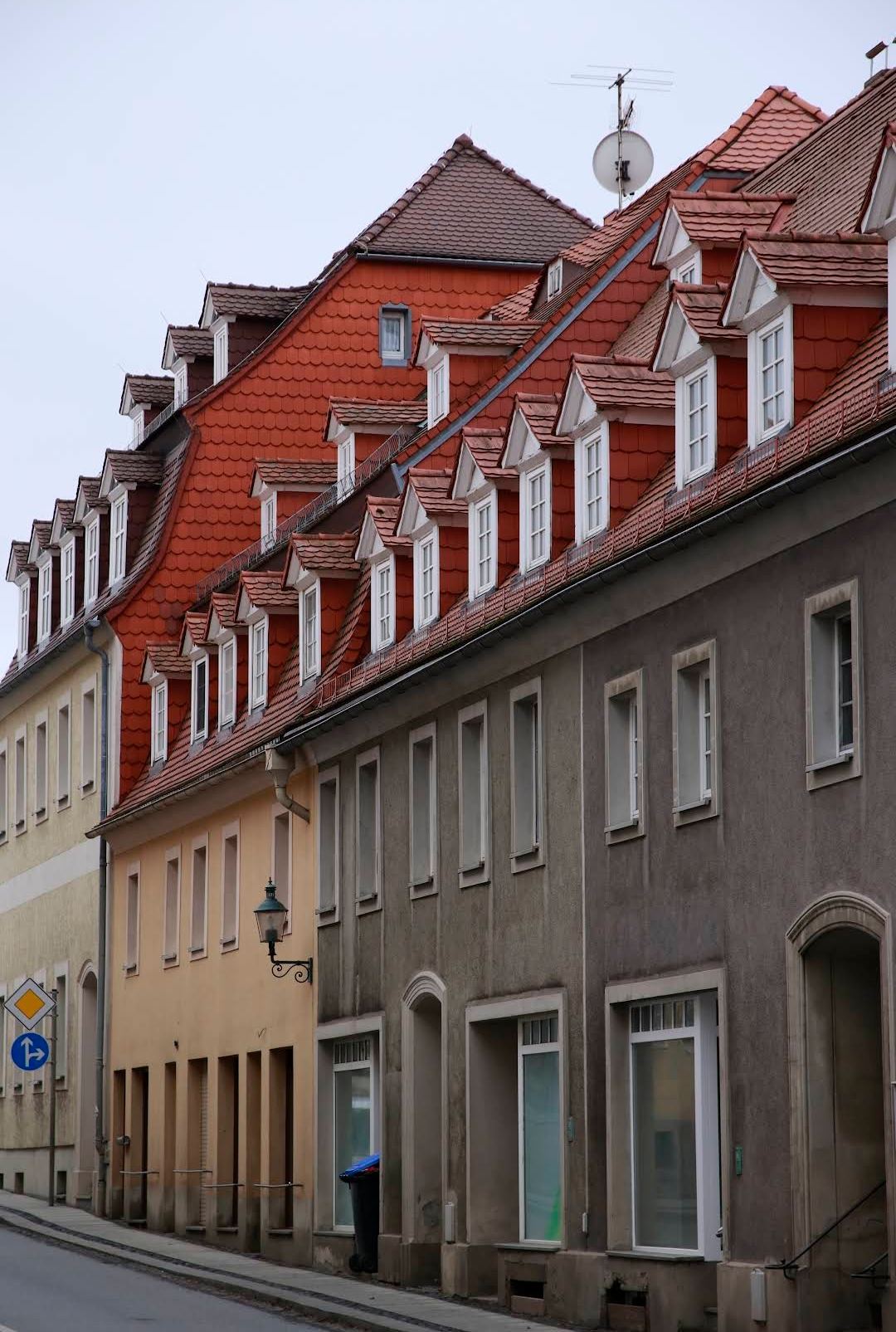
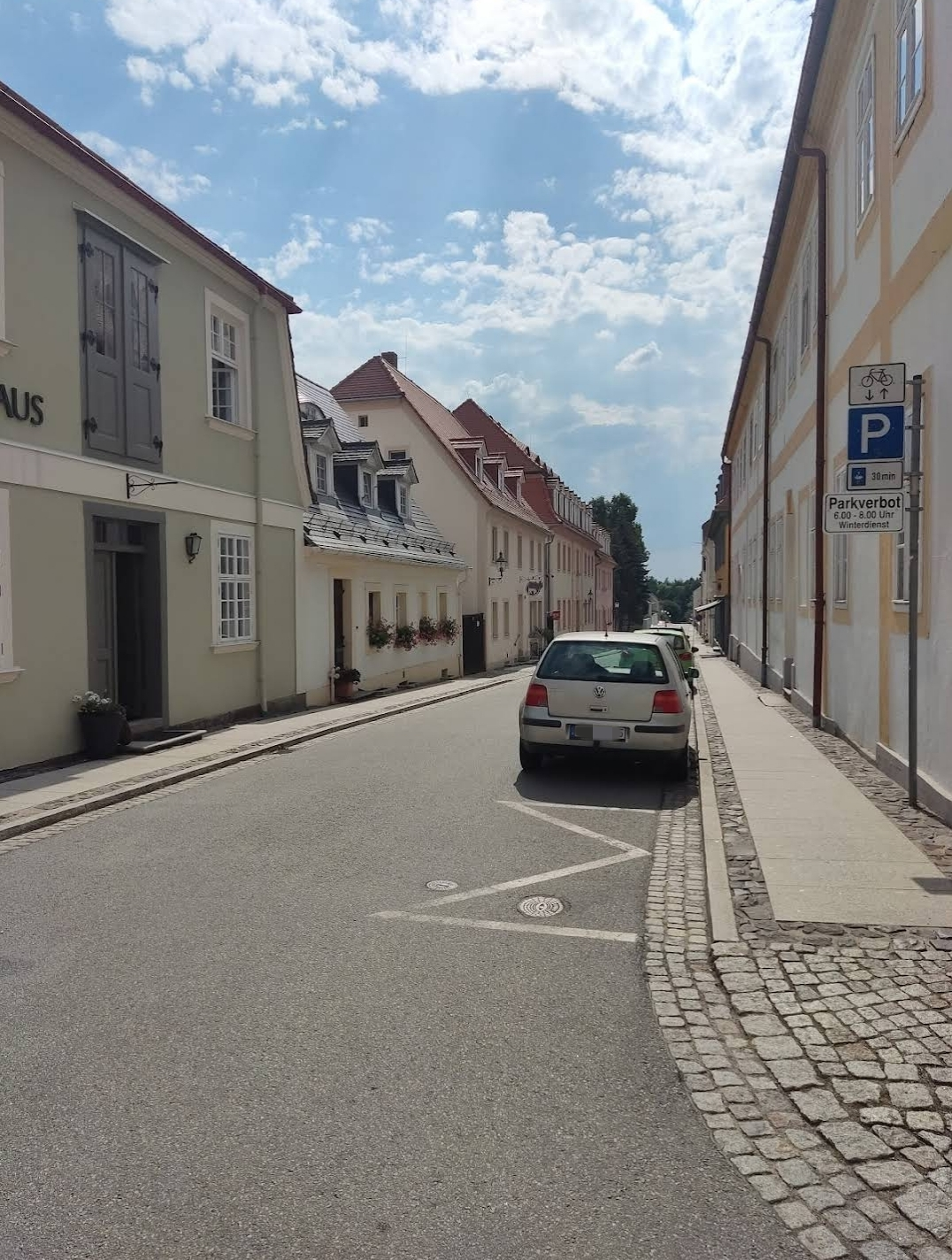